# Platyretus brevipenis
Platyretus brevipenis är en insektsart som beskrevs av Dai. Platyretus brevipenis ingår i släktet Platyretus och familjen dvärgstritar. Inga underarter finns listade i Catalogue of Life.